# Зубрянська сільська рада
Зубрянська сільська рада — орган місцевого самоврядування у Пустомитівському районі Львівської області з адміністративним центром у с. Зубра.

## Загальні відомості
Історична дата утворення: в 1946 році. Водоймища на території, підпорядкованій даній раді: річка Зубра.

## Населені пункти
Сільській раді підпорядковані населені пункти:
- с. Зубра

## Склад ради
- Сільський голова: Гій Степан Степанович
- Секретар сільської ради: Гій Галина Іванівна
- Загальний склад ради: 18 депутатів

### Керівний склад ради
| ПІБ                   | Основні відомості                                                 | Дата обрання | Дата звільнення |
| --------------------- | ----------------------------------------------------------------- | ------------ | --------------- |
| Гій Степан Степанович | Сільський голова, 1953 року народження, освіта, безпартійний      | 26.03.2006   | 31.10.2010      |
| Гій Степан Степанович | Сільський голова, 1953 року народження, освіта вища, безпартійний | 31.10.2010   |                 |

Примітка: таблиця складена за даними джерела

### Депутати
Результати місцевих виборів 2010 року за даними ЦВК:
| № зп | № округу | Прізвище, ім'я, по батькові   | Дата визнання обраним | Відомості про обраного депутата                                                           |
| ---- | -------- | ----------------------------- | --------------------- | ----------------------------------------------------------------------------------------- |
| 1    | 1        | Чорний Віктор Васильович      | 04.11.2010            | Освіта середня, позапартійний, приватний підприємець                                      |
| 2    | 2        | Доскіч Роман Михайлович       | 04.11.2010            | Освіта середня, позапартійний, ТзОВ АПП « Львівське», начальник інструментальної дільниці |
| 3    | 3        | Доскіч Юрій Романович         | 04.11.2010            | Освіта середня, позапартійний, ТзОВ АПП «Львівське», начальник відділу                    |
| 4    | 4        | Леуш Юрій Георгійович         | 04.11.2010            | Освіта середня, позапартійний, тимчасово не працює                                        |
| 5    | 5        | Коротін Віталій Вікторович    | 04.11.2010            | Освіта середня, позапартійний, Народний Дім с. Зубра, охоронець                           |
| 6    | 6        | Пронишин Марія Іванівна       | 04.11.2010            | Освіта вища, позапартійна, Зубрянська загальноосвітня школа, вчитель                      |
| 7    | 7        | Чухань Богдан Васильович      | 04.11.2010            | Освіта середня, позапартійний, П. П. Грицак Б. П., охоронець                              |
| 8    | 8        | Демянів Петро Дмитрович       | 04.11.2010            | Освіта середня, позапартійний, ТзОВ «Львівцентробуд», маляр                               |
| 9    | 9        | Старчак Іван Михайлович       | 04.11.2010            | Освіта середня, позапартійний, ТзОВ "Компанія «Бізнес Центр», охоронець                   |
| 10   | 10       | Дубневич Ярослав Лукіч        | 04.11.2010            | Освіта середня, позапартійний, пенсіонер                                                  |
| 11   | 11       | Білецка Мар'яна Романівна     | 04.11.2010            | Освіта вища, позапартійна, ПП «Віднова», інженер-економіст                                |
| 12   | 12       | Гій Галина Іванівна           | 04.11.2010            | Освіта вища, позапартійна, Зубрянська сільська рада, секретар                             |
| 13   | 13       | Гадач Остап Ярославович       | 04.11.2010            | Освіта вища, позапартійний, НУ «Львівська політехніка», студент                           |
| 14   | 14       | Бздель Богдан Степанович      | 04.11.2010            | Освіта середня, позапартійний, Народний Дім с. Зубра, директор                            |
| 15   | 15       | Фортуна Ярослав Володимирович | 04.11.2010            | Освіта середня, позапартійний, приватний підприємець                                      |
| 16   | 16       | Максименко Назарій Юрійович   | 04.11.2010            | Освіта вища, позапартійний, приватний підприємець                                         |
| 17   | 17       | Цурак Юрій Васильович         | 04.11.2010            | Освіта середня, позапартійний, тимчасово не працює                                        |
| 18   | 18       | Оліярник Степан Іванович      | 04.11.2010            | Освіта середня, позапартійний, приватний підприємець                                      |